# Olivier Irabaruta

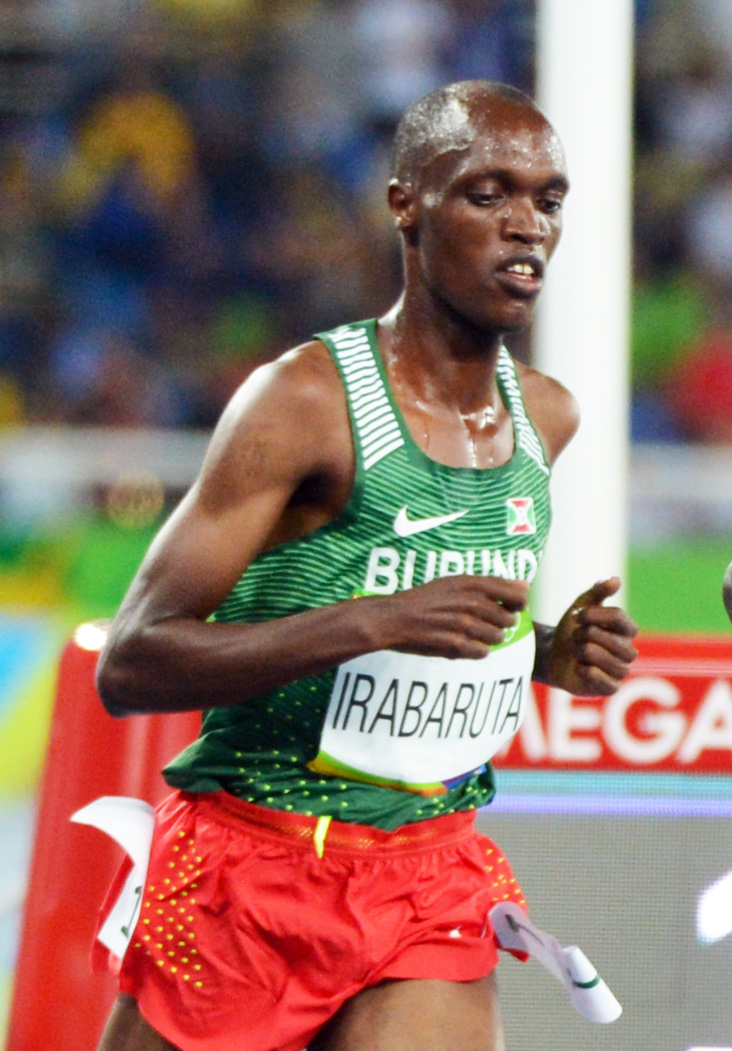
Olivier Irabaruta in Rio 2016

Olivier Irabaruta (* 25. August 1990 in Muramvya, Burundi) ist ein burundischer Leichtathlet.
Der 1,71 Meter große Irabaruta, der 2012 ein Wettkampfgewicht von 61 kg auf die Waage brachte, nahm an den Crosslauf-Weltmeisterschaften 2009 in Amman teil. Im Rahmen der dortigen Veranstaltungen lief er in 24:35 Minuten auf den 22. Platz. Er wurde zudem bei den Afrikameisterschaften 2012 Fünfter über 5000 Meter und Sechster über 10.000 Meter.
Er stand im sechsköpfigen Aufgebot der burundischen Mannschaft für die Olympischen Sommerspiele 2012. In London startete er über die 5000-Meter-Laufstrecke, belegte in seinem Vorlauf mit einer Zeit von 13:46,25 Minuten den 14. Rang und schied aus. Dies bedeutete im Endklassement den 30. Platz.
Seine persönliche Bestleistung auf der 5000-Meter-Strecke liegt bei 13:28,80 Minuten. Diese Marke stellte er am 23. Juli 2011 bei den 5. Sommer-Militärweltspielen in Rio de Janeiro auf. Auf der 10.000-Meter-Strecke sind die am 28. Juni 2012 bei den Afrikameisterschaften in Porto-Novo gelaufenen 28:17,77 Min. seine Bestzeit.